# تقارير EMBO
EMBO Reports هي مجلة علمية تمت مراجعتها من قبل النظراء تغطي الأبحاث المتعلقة بالبيولوجيا على المستوى الجزيئي . وهي تنشر الأبحاث الأساسية والتعليقات والمقالات والرأي. كما يتضمن تعليقات حول التأثير الاجتماعي للتقدم في علوم الحياة والتأثير المعاكس للمجتمع على العلوم . مجلة شقيقة لمجلة EMBO ، تم إنشاء EMBO Reports في عام 2000 وتم نشرها نيابة عن المنظمة الأوروبية لعلم الأحياء الجزيئي من قبل مجموعة Nature Publishing منذ عام 2003. يتم نشرها الآن بواسطة مطبعة EMBO ، التي تنشر أيضًا مجلة EMBO Journal وعلم الأحياء للأنظمة الجزيئية .

## روابط خارجية
- الموقع الرسمي